# Ravshan Roʻziqulov
Ravshan Roʻziqulov (ur. 18 maja 1985) – uzbecki zapaśnik w stylu klasycznym. Dwukrotny uczestnik mistrzostw świata, piętnasty w 2007. Srebrny medal na igrzyskach azjatyckich w 2006. Zdobył brązowy medal mistrzostw Azji w 2006 roku.